# Lakki Marwat
Lakki Marwat es una localidad de Pakistán, en la provincia de Khyber Pakhtunkhwa.

## Demografía
Según una estimación en 2010 contaba con 31499 habitantes.